# 31575 Nikhilmurthy
31575 Nikhilmurthy è un asteroide della fascia principale. Scoperto nel 1999, presenta un'orbita caratterizzata da un semiasse maggiore pari a 2,2933828 UA e da un'eccentricità di 0,0691264, inclinata di 6,28273° rispetto all'eclittica.